# Moritz Nicolas
Moritz Nicolas (* 21. Oktober 1997 in Gladbeck) ist ein deutscher Fußballtorwart. Er entstammt der Jugend von Rot-Weiss Essen und steht bei Borussia Mönchengladbach unter Vertrag. Nicolas war deutscher Nachwuchsnationaltorhüter.

## Karriere

### Verein
Moritz Nicolas wuchs in seiner Geburtsstadt Gladbeck auf und begann mit dem Fußballspielen bei Adler Ellinghorst. Dort begann er als Feldspieler, ehe er während eines Hallentrainings im Tor eingesetzt wurde. Nachdem er ein Probetraining beim FC Schalke 04 absolviert hatte, wechselte Nicolas zum SV Zweckel und nach einer Zwischenstation beim VfB Hüls schloss er sich der Jugend von Rot-Weiss Essen an. Während seiner Zeit bei den Essenern kam er in den Dunstkreis der deutschen Nachwuchsnationalmannschaften. Im Sommer 2015 wechselte Moritz Nicolas zu Borussia Mönchengladbach und absolvierte am 31. Oktober 2015 bei der 1:3-Niederlage im Heimspiel in der Regionalliga West gegen den FC Viktoria Köln sein erstes Spiel für die zweite Mannschaft. Noch als Spieler der A-Jugend (U19) absolvierte er mit den Profis die Sommervorbereitung. Bis zum Ende der Saison 2018/19 bestritt Moritz Nicolas 75 Partien für die zweite Mannschaft in der Regionalliga West.
Zur Bundesligasaison 2019/20 verstärkte der Torhüter den Aufsteiger 1. FC Union Berlin für zwei Jahre auf Leihbasis. Nachdem Nicolas die Saison über als Backup für Stammkeeper Rafał Gikiewicz im Kader gestanden hatte, wurde er am 33. Spieltag, als der Klassenerhalt bereits gesichert war, in die Startelf berufen. Nach nur einem Bundesligaeinsatz beendete Borussia Mönchengladbach das Leihgeschäft mit Union Berlin im August 2020 vorzeitig und verlieh Nicolas für die Saison 2020/21 stattdessen an den Zweitligisten VfL Osnabrück. Auch in Osnabrück kam er über ein Ligaspiel nicht hinaus. Um mehr Spielpraxis zu erhalten, wurde Nicolas für die Saison 2021/22 an den Drittligisten Viktoria Köln ausgeliehen. Bei der Viktoria gelang ihm dann der Durchbruch. Nicolas kam insgesamt in 31 Ligaspielen zum Einsatz.
Ende Mai 2022 gab Borussia Mönchengladbach die vorzeitige Vertragsverlängerung mit Nicolas bis Juni 2026 bekannt. Für die Saison 2022/23 wurde er an den niederländischen Zweitligisten Roda JC Kerkrade ausgeliehen. Nach der Saison in Kerkrade kehrte er zur Borussia zurück und wurde am 3. Spieltag der Saison 2023/24, bedingt durch den Ausfall von Stammkeeper Jonas Omlin, für das Spiel gegen Bayern München in die Startelf berufen und kam so zu seinem ersten Bundesligaeinsatz. Er hütete daraufhin auch in den folgenden 29 Partien das Gladbacher Tor. Im März 2024 verlängerte er seinen Vertrag bis Juni 2029. Da sich Stammkeeper Omlin im September 2024 erneut verletzte, kehrte Nicolas am 4. Spieltag der Saison 2024/25 beim Auswärtsspiel gegen Eintracht Frankfurt in die Startelf zurück. Da Nicolas abermals zu überzeugen wusste, wurde er von Trainer Gerardo Seoane im November 2024 dauerhaft zur neuen Nummer 1 ernannt.

### Nationalmannschaft
Moritz Nicolas absolvierte eine Partie für die deutsche U19-Nationalmannschaft sowie zwei Spiele für die U20. Im Oktober 2017 berief U21-Bundestrainer Stefan Kuntz Nicolas erstmals für die deutsche U21-Nationalelf, als er für die EM-Qualifikationsspiele gegen Aserbaidschan und Norwegen nominiert wurde. Am 16. Oktober 2018 lief er beim 2:0-Sieg im EM-Qualifikationsspiel in Heidenheim an der Brenz gegen Irland erstmals für die deutsche U21 auf. Es blieb sein einziger Einsatz für die deutsche U21-Auswahl. Für die U21-Europameisterschaft 2019 in Italien und in San Marino wurde Moritz Nicolas nicht berücksichtigt.

## Erfolge
- Mittelrheinpokal-Sieger: 2022